# Bythorn and Keyston
Bythorn and Keyston est une paroisse civile du Cambridgeshire, en Angleterre.